# 日テレ系お笑いの祭典 NETA FES JAPAN
『日テレ系お笑いの祭典 NETA FES JAPAN』（ニッテレけいおわらいのさいてん ネタフェスジャパン）は、日本テレビ系列で放送されていたお笑いバラエティ特別番組である。

## 概要
MC級の人気芸人やお笑い第7世代、"一発屋"など総勢45組の芸人たちが集結する。最新の旬ネタから不朽の名作まで、爆笑ネタが続々登場、さらに、お笑い賞レースのファイナリストたちがそろうゴールデンステージも。
今田と有吉は今回地上波初の共演を果たす。番組内では一部を除き、数組ずつメドレー形式でネタが披露された。また、ドラマ「あなたの番です」の完全撮りおろし特別版コラボも放送された。また、EXITプロデュースによる「フェスT」（Tシャツ）も作成されている。
2020年11月11日には、「秋の緊急特別編」として、第1弾で放送されたネタに、撮り下ろしの新作ネタや、日本テレビのアーカイブスに残されている秘蔵ネタ映像をあわせて放送された。また、特別編のエンディングにて、第2弾が2021年1月に放送されることが発表された。
第2弾では、自身の不祥事に伴い謹慎中だった徳井義実が出演。
第3弾では、番組ロゴやセットがリニューアルされた。

## 出演者

### 司会
- 今田耕司
- 有吉弘行

### 進行
- 水卜麻美（日本テレビアナウンサー）
- 岩田絵里奈（同上）

### 「あなたの番です」特別版（第1弾）
- 田中圭[5]
- 西野七瀬
- 金澤美穂[6]

### NETA FES Lovers（第2弾）
- 飯豊まりえ
- 岡田結実
- 香里奈
- 佐藤勝利（Sexy Zone）
- 中条あやみ
- 本田望結

### 「今夜くらべてみました」コラボ見届け人（第2弾）
- SHELLY
- 指原莉乃

### ウチガヤ Lovers（第2弾）
- 山本舞香

### 観覧ゲスト（第3弾）
- アイドルカレッジ
- Girls²

### 出演芸人&コラボゲスト
括弧内はキャッチコピー。

#### 第1弾
- 歴代漫才チャンピオン3連発
  - 霜降り明星（2018年 王者）
  - ミルクボーイ（TV初公開ネタ披露）
  - NON STYLE（2008年 王者）

- 豪華コラボ連発!歌ネタメドレー
  - 小島よしお（2007年 流行語）
  - 3時のヒロイン（THE W女王×大物コラボ）
    - 叶姉妹

  - いつもここから × 宮本笑里（1999年CM起用）
  - COWCOW（あたりまえ体操×そらジロー）
    - 木原実&そらジロー&くもジロー&ぽつリン

  - テツandトモ（大阪桐蔭 吹奏楽部とコラボ）
    - 大阪桐蔭高校 吹奏楽部

- スペシャル漫才ステージ①
  - 中川家（初代漫才王者）

- スペシャル漫才ステージ②
  - ミキ（第7世代の兄弟漫才）

- 脱力の癒し系!ボソボソささやきメドレー
  - 四千頭身（2020年 流行予想1位!）
  - つぶやきシロー（90年代 大ブレイク!）
  - 宮下草薙（超ネガティブ漫才）

- 時代・言葉を超えるネタ!裸メドレー
  - 秋山竜次（ロバート）（封印ネタを今夜解禁）
  - アキラ100%（危険な大技に挑戦!）
  - なかやまきんに君（博多華丸・大吉の裸軍団）[7]

- ブームを生み出す!子どもにバカうけメドレー
  - チョコレートプラネット（TT兄弟）
  - EXIT（令和の最強チャラ漫才）
  - アイデンティティ（ドラゴンボール声優モノマネ）
  - タイムマシーン3号（2015年 漫才4位）
  - すゑひろがりず（2019年 漫才ファイナリスト）
  - サンシャイン池崎 × ひょっこりはん（異色の初コラボ）

- 見た目とネタの融合!ビジュアルインパクトメドレー
  - トレンディエンジェル（2015年 漫才王者）
  - アインシュタイン（ラスト30秒 サプライズ演出!?）
  - アンガールズ（元祖 キモかわ芸人）

- スペシャル漫才ステージ③
  - 和牛（漫才師が認める漫才師）

- 特別撮り下ろし!あなたの番ですメドレー
  - ハナコ（2018年 コント王者）
  - ジャングルポケット（あな番女優とコラボ!）
    - 金澤美穂

  - 友近 × 近藤春菜（ハリセンボン）（限定コラボ!）

- スペシャル漫才ステージ④
  - 千鳥（2019年 テレビ出演226本）

- スペシャル漫才ステージ⑤
  - かまいたち（コント・漫才最強の二刀流）

- ブレイク芸人宝庫!おもしろ荘メドレー
  - ぺこぱ（2019年 優勝）
  - エイトブリッジ（2020年 優勝）
  - 放課後ハートビート（2020年 準優勝）
  - 8.6秒バズーカー（2015年 流行語）

- 博多華丸・大吉プレゼンツ!裸メドレー[7]
  - とにかく明るい安村（2015年 流行語）
  - ウエスP（世界セレブ絶賛! 裸芸）
  - 神奈月（最強裸モノマネ）
  - ハリウッドザコシショウ（2016年 ピン芸人王者）

- 豪華コラボ連発!歌ネタメドレー
  - はなわ（「翔んで埼玉」で話題曲!）
  - 小島よしお × ふなっしー（千葉コラボ）
  - AMEMIYA（今夜限定ソング披露!）
  - 吉村崇（平成ノブシコブシ）（今夜復活! 幻の音ネタ）

#### 特別編
- コント&漫才チャンピオンメドレー①
  - ジャルジャル（2020年 コント王者）
  - 霜降り明星（2018年 漫才王者）
  - NON STYLE（2008年 漫才王者）

- 子どもにバカうけランキングメドレー
  - EXIT（子ども人気6位）
  - チョコレートプラネット（子ども人気2位）
  - ぺこぱ（子ども人気1位）

- スペシャル漫才ステージ①
  - ミキ（第7世代の兄弟漫才）

- スペシャル漫才ステージ②
  - 納言（やさぐれ漫才で話題）

- 秘蔵映像!あの頃 君は若かったメドレー
  - 芸歴3年目の粗品
  - 幼少期のミキ兄弟
  - 哀川翔モノマネ有吉弘行
  - 日テレ 初ネタ披露今田耕司

- 昭和〜平成〜令和歌ネタメドレー
  - 永井佑一郎（バカテンポが今夜復活!）
  - AMEMIYA（ネタフェス限定ソング）
  - こがけん（R-1ファイナリスト）
  - きつね（新感覚 音ネタ漫才）

- 指名されたらネタ披露!ギャグ観覧車①[8]
  - ちゅうえい（流れ星）

- ハイ&ローテンショントリオ芸人メドレー
  - 3時のヒロイン（上半期ブレイクタレント1位）
  - 四千頭身（脱力系漫才）
  - ジャングルポケット（子ども人気でブレイク）

- 指名されたらネタ披露!ギャグ観覧車②[8]
  - 山出（ダークホース）
  - 小島よしお
  - ハリウッドザコシショウ
  - レイザーラモンRG
  - ひょっこりはん
  - スギちゃん
  - Yes!アキト
  - ダンディ坂野

- コント&漫才チャンピオンメドレー②
  - シソンヌ（2014年コント王者）
  - ミルクボーイ（2019年漫才王者）
  - 笑い飯（2010年漫才王者）

- SPパフォーマンスステージ
  - 秋山竜次（ロバート）（変幻自在の仮面芸「変梅」）

- 子どもにバカうけメドレー
  - アイデンティティ（ドラゴンボール声優モノマネ）
  - タイムマシーン3号（2015年漫才4位）

#### 第2弾
- 漫才チャンピオンメドレー
  - 霜降り明星（2018年 漫才王者）
  - マヂカルラブリー（2020年 漫才王者）[9][10]

- お嫁さんになりたい芸人ランキング
  - チョコレートプラネット（第8位(長田)）
  - 四千頭身（第4位(後藤)）
  - ぺこぱ（第2位(シュウペイ)）
  - EXIT（第1位(兼近)）

- 国民的アニメをオマージュ鬼の柱メドレー①
  - タイムマシーン3号（ポチャ柱）
  - トム・ブラウン（ダメ柱）
  - 錦鯉（おバカ柱）[12]

- 指名されたらネタ披露!ギャグクルーズ①[13]
  - アキラ100%（伝説のお盆芸!）
  - ニッポンの社長（キングオブコントで話題!）
  - 流れ星 ちゅうえい（子どもに大人気!）

- J.Y.Park軍団![14]歌ネタProjectメドレー①
  - どぶろっく（2019年コント王者）
  - きつね（パリピ漫才×木原実×そらジロー）
  - いつもここから（1999年CM起用）
  - チョコプラ長田（IKKOと初コラボ!）

- スペシャル漫才ステージ①
  - 和牛（漫才師が認める漫才師）

- 音量注意!ハイ&ローテーションメドレー
  - おいでやすこが（M-1で人気急上昇!）
  - 納言（やさぐれ漫才で話題）
  - カミナリ（2017年ブレイクランキング1位）
  - 宮下草薙（超ネガティブ漫才）
  - ジャングルポケット（子ども人気で再ブレイク中）

- J.Y.Park軍団![14]歌ネタProjectメドレー②
  - こがけん×阿佐ヶ谷姉妹（話題の歌ネタ芸人コラボ）
  - なかやまきんに君軍団（一夜限定!筋肉軍団）[15]
  - AMEMIYA（ネタフェス限定ソング）
  - きつね×徳光和夫（新感覚音ネタ漫才）

- 国民的アニメをオマージュ鬼の柱メドレー②
  - EXIT（チャラ柱）
  - スギちゃん（ワイルド柱）

- スペシャルステージ
  - かまいたち（コント・漫才 最強の二刀流）

- 今夜くらべてみましたコラボ闇オンナネタメドレー
  - 吉住（THE W 4代目女王）
  - ぼる塾（2020年流行語ノミネート）
  - シソンヌ（2014年コント王者）
  - 友近×近藤春菜（ハリセンボン）（限定コラボ!）

- 指名されたらネタ披露!ギャグクルーズ②[13]
  - ハリウッドザコシショウ（破天荒芸!）
  - コウテイ（M-1話題の新星!）
  - レイザーラモンRG（あるあるモノマネ）
  - インポッシブル（子ども人気急上昇!）
  - 神奈月（モノマネレジェンド）

- スペシャル漫才メドレー②
  - ミルクボーイ（2019年漫才王者）

- 人生が変わる1分間の深イイ話コラボ!密着クイズ
  - しずる（2011年テレビ出演346本!）

- チャンピオンメドレー②
  - NON STYLE（2008年漫才王者）
  - ジャルジャル（2020年コント王者）

- ウチのガヤがすみません!コラボ!ウチのガヤメドレー①
  - ヒロミ&テルモト
  - チョコレートプラネット（氷室×IKKO）
  - 金原早苗（滝川クリステル公認!）
  - 鬼越トマホーク（毒舌のガヤ鉄砲玉!）

- 逆襲の第6世代メドレー
  - ロッチ（コント一筋16年）
  - さらば青春の光（コント大会最多ファイナリスト）
  - アルコ&ピース（変幻自在のコント師）

- 第7世代3組が完コピ!BTS「Dynamite」
  - 四千頭身
  - きつね
  - ぼる塾

- ウチのガヤがすみません!コラボ!ウチのガヤメドレー②
  - Yes!アキト（芸能界でファン急増）
  - アイデンティティ（ドラゴンボール声優モノマネ）
  - ぽんぽこ（クセになる超強烈キャラ）

- スペシャル漫才ステージ③
  - チュートリアル（2006年漫才王者）

- 指名されたらネタ披露!ギャグクルーズ③[13]
  - 古賀シュウ（レジェンドモノマネ!）
  - コウメ太夫（独自のあるあるネタ!）

#### 第3弾
- 平成vs令和 秒殺ショートネタメドレー
  - アイロンヘッド
  - ネルソンズ
  - Everybody
  - ジョイマン
  - さや香
  - おいでやす小田
  - ラパルフェ都留
  - コロコロチキチキペッパーズ
  - タイムマシーン3号
  - ロングコートダディ
  - 滝音
  - キャッミ
  - 蛙亭
  - 納言
  - THIS IS パン
  - もう中学生
  - 東京ホテイソン
  - 土佐兄弟
  - ななまがり
  - クールポコ。
  - アイデンティティ
  - インディアンス
  - 神奈月
  - COWCOW
  - 大自然
  - ジェラードン
  - こがけん
  - 原西孝幸（FUJIWARA）
  - ちゅうえい（流れ星）
  - わらふぢなるお
  - きつね
  - 錦鯉
  - ひよっこりはん
  - ヒコロヒー
  - サンシャイン池崎
  - ですよ。
  - ザ・マミィ
  - 島田珠代
  - パーマ大佐

- 今田&有吉は笑うか?人気芸人がつい笑っちゃうネタ
  - コウテイ（フットボールアワー後藤が笑う）
  - デルマパンゲ（かまいたち濱家が笑う）
  - 守谷日和（かまいたち山内が笑う）
  - 5GAP（千鳥が笑う）
  - スクールゾーン俵山（ロバート秋山が笑う）
  - カベポスター（山里亮太が笑う）
  - 怪奇!YesどんぐりRPG（チュートリアル福田が笑う）
  - 銀兵衛（チュートリアル徳井が笑う）
  - キュウ（陣内智則が笑う）

- 今田&有吉を笑わせろ! この夏、劇場で最もウケたネタ
  - チョコレートプラネット
  - マヂカルラブリー
  - 霜降り明星
  - シソンヌ
  - チュートリアル
  - アルコ&ピース

- 今田&有吉を笑わせろ! 全国の劇場で最もウケてる芸人は誰?
  - ダンビラムーチョ
  - サンシャイン
  - 幸せのトナリ
  - 男性ブランコ
  - ハノーバー
  - Groovy Rubbish
  - いおり

## ネット局
| 対象地域       | 放送局                    | 系列                          | 放送日時                                                                | 備考       |
| -------------- | ------------------------- | ----------------------------- | ----------------------------------------------------------------------- | ---------- |
| 関東広域圏     | 日本テレビ（NTV）         | 日本テレビ系列                | 2020年2月24日 19:00 - 21:54 秋の緊急特別編 2020年11月11日 19:00 - 20:54 | 制作局     |
| 北海道         | 札幌テレビ（STV）         | 日本テレビ系列                | 2020年2月24日 19:00 - 21:54 秋の緊急特別編 2020年11月11日 19:00 - 20:54 | 同時ネット |
| 青森県         | 青森放送（RAB）           | 日本テレビ系列                | 2020年2月24日 19:00 - 21:54 秋の緊急特別編 2020年11月11日 19:00 - 20:54 | 同時ネット |
| 岩手県         | テレビ岩手（TVI）         | 日本テレビ系列                | 2020年2月24日 19:00 - 21:54 秋の緊急特別編 2020年11月11日 19:00 - 20:54 | 同時ネット |
| 宮城県         | ミヤギテレビ（MMT）       | 日本テレビ系列                | 2020年2月24日 19:00 - 21:54 秋の緊急特別編 2020年11月11日 19:00 - 20:54 | 同時ネット |
| 秋田県         | 秋田放送（ABS）           | 日本テレビ系列                | 2020年2月24日 19:00 - 21:54 秋の緊急特別編 2020年11月11日 19:00 - 20:54 | 同時ネット |
| 山形県         | 山形放送（YBC）           | 日本テレビ系列                | 2020年2月24日 19:00 - 21:54 秋の緊急特別編 2020年11月11日 19:00 - 20:54 | 同時ネット |
| 福島県         | 福島中央テレビ（FCT）     | 日本テレビ系列                | 2020年2月24日 19:00 - 21:54 秋の緊急特別編 2020年11月11日 19:00 - 20:54 | 同時ネット |
| 山梨県         | 山梨放送（YBS）           | 日本テレビ系列                | 2020年2月24日 19:00 - 21:54 秋の緊急特別編 2020年11月11日 19:00 - 20:54 | 同時ネット |
| 新潟県         | テレビ新潟（TeNY）        | 日本テレビ系列                | 2020年2月24日 19:00 - 21:54 秋の緊急特別編 2020年11月11日 19:00 - 20:54 | 同時ネット |
| 長野県         | テレビ信州（TSB）         | 日本テレビ系列                | 2020年2月24日 19:00 - 21:54 秋の緊急特別編 2020年11月11日 19:00 - 20:54 | 同時ネット |
| 静岡県         | 静岡第一テレビ（SDT）     | 日本テレビ系列                | 2020年2月24日 19:00 - 21:54 秋の緊急特別編 2020年11月11日 19:00 - 20:54 | 同時ネット |
| 富山県         | 北日本放送（KNB）         | 日本テレビ系列                | 2020年2月24日 19:00 - 21:54 秋の緊急特別編 2020年11月11日 19:00 - 20:54 | 同時ネット |
| 石川県         | テレビ金沢（KTK）         | 日本テレビ系列                | 2020年2月24日 19:00 - 21:54 秋の緊急特別編 2020年11月11日 19:00 - 20:54 | 同時ネット |
| 福井県         | 福井放送（FBC）           | 日本テレビ系列 テレビ朝日系列 | 2020年2月24日 19:00 - 21:54 秋の緊急特別編 2020年11月11日 19:00 - 20:54 | 同時ネット |
| 中京広域圏     | 中京テレビ（CTV）         | 日本テレビ系列                | 2020年2月24日 19:00 - 21:54 秋の緊急特別編 2020年11月11日 19:00 - 20:54 | 同時ネット |
| 近畿広域圏     | 読売テレビ（ytv）         | 日本テレビ系列                | 2020年2月24日 19:00 - 21:54 秋の緊急特別編 2020年11月11日 19:00 - 20:54 | 同時ネット |
| 鳥取県・島根県 | 日本海テレビ（NKT）       | 日本テレビ系列                | 2020年2月24日 19:00 - 21:54 秋の緊急特別編 2020年11月11日 19:00 - 20:54 | 同時ネット |
| 広島県         | 広島テレビ（HTV）         | 日本テレビ系列                | 2020年2月24日 19:00 - 21:54 秋の緊急特別編 2020年11月11日 19:00 - 20:54 | 同時ネット |
| 山口県         | 山口放送（KRY）           | 日本テレビ系列                | 2020年2月24日 19:00 - 21:54 秋の緊急特別編 2020年11月11日 19:00 - 20:54 | 同時ネット |
| 徳島県         | 四国放送（JRT）           | 日本テレビ系列                | 2020年2月24日 19:00 - 21:54 秋の緊急特別編 2020年11月11日 19:00 - 20:54 | 同時ネット |
| 香川県・岡山県 | 西日本放送（RNC）         | 日本テレビ系列                | 2020年2月24日 19:00 - 21:54 秋の緊急特別編 2020年11月11日 19:00 - 20:54 | 同時ネット |
| 愛媛県         | 南海放送（RNB）           | 日本テレビ系列                | 2020年2月24日 19:00 - 21:54 秋の緊急特別編 2020年11月11日 19:00 - 20:54 | 同時ネット |
| 高知県         | 高知放送（RKC）           | 日本テレビ系列                | 2020年2月24日 19:00 - 21:54 秋の緊急特別編 2020年11月11日 19:00 - 20:54 | 同時ネット |
| 福岡県         | 福岡放送（FBS）           | 日本テレビ系列                | 2020年2月24日 19:00 - 21:54 秋の緊急特別編 2020年11月11日 19:00 - 20:54 | 同時ネット |
| 長崎県         | 長崎国際テレビ（NIB）     | 日本テレビ系列                | 2020年2月24日 19:00 - 21:54 秋の緊急特別編 2020年11月11日 19:00 - 20:54 | 同時ネット |
| 熊本県         | くまもと県民テレビ（KKT） | 日本テレビ系列                | 2020年2月24日 19:00 - 21:54 秋の緊急特別編 2020年11月11日 19:00 - 20:54 | 同時ネット |
| 大分県         | テレビ大分（TOS）         | 日本テレビ系列 フジテレビ系列 | 2020年2月24日 19:00 - 21:54 秋の緊急特別編 2020年11月11日 19:00 - 20:54 | 同時ネット |
| 鹿児島県       | 鹿児島読売テレビ（KYT）   | 日本テレビ系列                | 2020年2月24日 19:00 - 21:54 秋の緊急特別編 2020年11月11日 19:00 - 20:54 | 同時ネット |

## スタッフ
- 企画・総合演出：上利竜太
- 構成：桜井慎一、桝本壮志、飯塚大悟（飯塚→第3回、特別編は大吾名義）
- ナレーター：もう中学生、ジョージ・ウィリアムズ（共に第3回）
- TM：望月達史（特別編・第3回、第1,2回はS1スタジオTM）
- SW：小林宏義（特別編・第3回、第1回はSVスタジオSW、第2回はS1スタジオSW）
- CAM：大庭茂嗣（特別編・第3回、第1,2回はS1スタジオCAM）
- MIX：原秀彰（第3回、特別編はS1スタジオMIX）
- VE：片山雄斗、藤原達記（共に第3回）
- 照明：小笠原雅登（特別編・第3回、第1,2回S1スタジオ照明）
- 音効：高取謙（ブルービート、特別編-、第1回はS1スタジオ音効）、久留米勇介（特別編-、第1回はSVスタジオ音効）
- TK：竹島祐子
- 美術：大川明子
- デザイン：北原龍一
- 大道具：田村憲太郎、山本純樹（共に第3回）
- 小道具：伊沢英樹
- 電飾：冨田仁、黒沢裕之、上船海（共に第3回、冨田→第1回はS1スタジオ電飾）
- 衣装：栗田佐智子（第2回-）
- 持道具：岩上詩菜（第2回-）
- CG：キャニットG
- EED：都築高史、髙野孝太（共にスタジオヴェルト、第3回）
- MA：大塚淳未（スタジオヴェルト、第3回）
- 撮影協力：NiTRo、日テレアート、東京音研映像、ミジェット、ジャパンテレビ（東京音→第1回-、特別編は不参加）
- AD：中野嵐、角尚紀、山田絵里加、平山有果、大植一希、星田亮、小堀史織、藤原優太、長谷川龍覇、吉冨綾華、阿部一樹、横尾翼、増田巧（中野→第1,3回、角・山田・長谷川→第2回-、横尾→特別編・第3回、平山・大植・星田・小堀・藤原・吉冨・阿部・増田→第3回）
- AP：海老澤友美子、伊藤実知子、今野舞紀、平山美由紀、世継栄太（吉本興業）（海老澤→第1回-、特別編は不参加、今野・世継→第2回-、平山→特別編・第3回、伊藤→第3回）
- 制作進行：小松正樹
- デスク：府川麻衣子
- ディレクター：熊谷航太郎、廣瀬隆太郎、森田隆行、田野辺陽平、松本尚也、寺下和貴、木村亮、佐伯直哉、渡邊祐太、五島孝、藤田豊平、稲永隆宏(広)、小ヶ倉剛、松崎秀峰、仲西正樹、田中克弥（熊谷→第1回・特別編・第3回、第2回は演出、森田→第1,2回は演出、特別編は不参加、佐伯・仲西・田中→第1,3回、仲西→特別編は演出、廣瀬→特別編-、田野辺・松本・木村・稲永・小ヶ倉・松崎→第2回-、寺下・渡邊・藤田→第3回、寺下→第2回はAD）
- 演出：増田雄太、渡辺邦宏/錦織信彦（増田→第1,2回、特別編は不参加）
- プロデューサー：宮崎慶洋、杉山直樹、武末大作/大谷重雄（吉本興業）、工藤翔平（吉本興業）、長瀬徹、興石将大、村越多恵子、八木田祐子（村越→第1,3回・特別編、工藤・興石→第2回-、武末・八木田→第3回）
- チーフプロデューサー：原司（第3回）
- 協力：太田プロダクション
- 制作協力：吉本興業、日企、ZION、passion（passion→第2回-）、MOSQUITO（第1,3回・特別編）
- 製作著作：日本テレビ

### 過去のスタッフ
- 構成：成瀬正人、木南広明（成瀬・木南→第2回）
- ナレーター：田中圭（第1,2回）、服部伴蔵門、城ヶ崎祐子（共に第1,2回、特別編）
- S1スタジオ
  - SW：嶌佳樹（第1回）
  - VE：鈴木昭博（第2回、第1回はSVスタジオVE、特別編はVE）
  - MIX：滝口祐造（第1回）
  - バーチャル：狩野博貴、末継英一（共に第1回）
  - 花装飾：長内健太（第1回）
  - ドローン操縦：高橋亨（第1回）
- SVスタジオ
  - SW：佐藤裕司（第2回）
  - CAM：岡本卓也（第1回）、早川智晃（第2回）
  - MIX：宮内貞（第1回）、木本文子（第2回）
  - VE：飯島友美（第2回）
  - 照明：井口弘一郎（第1回）
- 大道具：今泉寿浩（第1,2回、特別編）
- アクリル装飾：松本健（第1,2回、特別編）
- 装置：平ノ内厚夫（第1,2回、特別編）
- CG：森三平（第2回）
- EED：中西雅照（イカロス、第1回）、橋本治（スタジオヴェルト、第1,2回）、長谷川賢太（スタジオヴェルト）、榛葉大介、林隆行（長谷川以降→特別編）
- MA：谷弘明（スタジオヴェルト、第1回）、佐渡吉志広（スタジオヴェルト、特別編）、森川享祐（スタジオヴェルト、第2回）
- リサーチ：高森緒幸（第1回）
- 撮影協力：毎日新聞社（第1回）、ヌーベルバーグ（第1,2回、特別編）、日放、SIS、アガサス、ニホンモニター株式会社、アフロ（日放・SIS・アガ・アフロ→第1,2回、ニホン→第2回）
- ロケ協力：マザー牧場（第1回）、SWISH JAPAN、プログレッソ、パイロテック、ロングウッドステーション、東京湾シンフォニークルーズ、ZEAL、DEEP（SWISH→第1回は撮影協力、プログレッソ以降→第2回）、東京ドイツ村（特別編）
- 音源協力：DAM第一興商（特別編）
- 写真撮影：TOWA（特別編）
- 衣装協力：TONAL（第1回）
- あなたの番です 特別版（第1回）
  - 撮影：黒羽一也（第1回）
  - 編集：山中貴夫（第1回）
  - ライン編集：上杉真悟（第1回）
  - 演出補：松山雅則（第1回）
  - 演出：小室直子（第1回）
  - プロデューサー：鈴間広枝（第1回）
- AD：藤田安希、西口奈津美、福田桃子、渡邊岬、加納侑哉、吉田未央（共に第1回）、芝崎正尭、則武有希子、小林愛（芝崎以降→特別編）、山崎友香、脇元颯大、高橋良汰、井野場太一、小野真歩、岡﨑奎人、綱島隼斗、萩原清美、渡辺七菜、高木瞭（共に第2回）
- AP：竜円徹、髙橋孝平、高橋くれあ（吉本興業）（竜円・髙橋・高橋く→第1回）、邵東方（吉本興業、第1,2回、特別編）、菅野健治（菅野→第2回）
- ディレクター：諏訪一三、小林亘、山形和也、永井ひとみ、藤山志歩、横山琢磨、熊田周平、越山理志（共に第1回）、國府田亨（國府田→特別編）、植田良樹、唐沢宏一、鶴丸瑛子、有働可奈子（共に第2回）
- 演出：春山正宏（第1回・特別編）、師岡靖成、川端洋輔（師岡・川端→第2回、川端→第1回はディレクター）
- プロデューサー：岩崎小夜子、川口信洋（川口→第2回）/影山幸子、石原由季子（共に第1回）、須藤大介（第1,2回、特別編）、吉田一浩（吉田→第1回・特別編）
- チーフプロデューサー：東井文太（第1,2回、特別編）